# Mieczysław Piotrowski (działacz opozycyjny)
Mieczysław Piotrowski, pseudonim "Dučin" (ur. 30 października 1958 w Ząbkowicach Śląskich, zm. 8 czerwca 2023) – polski działacz opozycyjny w PRL, działacz Solidarności Polsko-Czesko-Słowackiej.

## Życiorys
Studiował geologię na Uniwersytecie Wrocławskim, był działaczem Niezależnego Zrzeszenia Studentów, m.in. w listopadzie i grudniu 1981 kierował strażą porządkową podczas strajku solidarnościowego studentów Uwr. ze studentami Wyższej Szkoły Inżynierskiej w Radomiu. Po ogłoszeniu stanu wojennego działał w podziemnych strukturach NZS. W 1982 został jednym z założycieli Ruchu Społecznego „Solidarność” (m.in. z Adamem Lipińskim), w latach 1983-1985 był członkiem Samorządu Studenckiego UWr. Publikował w podziemnych pismach "Konkret" (1983-1984), Nowa Republika (1985-1988), Gazeta Akademicka (1986-1987).
Jesienią 1986 włączył się w działania Solidarności Polsko-Czeskosłowackiej. Odpowiadał za przerzut wydawnictw podziemnych i sprzętu poligraficznego do Czechosłowacji, publikował w Biuletynie Solidarności Polsko-Czechosłowackiej, uczestniczył w spotkaniach polskich i czechosłowackich opozycjonistów organizowanych na granicy państw, w ziemi kłodzkiej (15 sierpnia 1987 na Borówkowej, 10 lipca 1988 na Śnieżniku), a także w głodówce na rzecz uwolnienia więźniów politycznych w obu krajach w maju 1988 we Wrocławiu. W II połowie lat 80. uczestniczył także w happeningach Pomarańczowej Alternatywy, w 1987 razem z Andrzejem Szczęśniakiem założył i następnie do 1988 redagował Wrocławski Serwis Informacyjny Ruchu Społecznego Solidarność, w sierpniu 1988 redagował razem z Ireneuszem Kowalczukiem i Adamem Lipińskim Informator Strajkowy, w latach 1988-1989 był członkiem redakcji podziemnego pisma Region. W listopadzie 1989 należał do organizatorów Przeglądu Niezależnej Kultury Czechosłowackiej.
W 1991 ukończył studia, w latach 1991-1997 pracował w gabinecie wojewody w Urzędzie Wojewódzkim we Wrocławiu, w latach 1997-2006 był rzecznikiem prasowym Miejskiego Przedsiębiorstwa Energetyki Cieplnej w tym mieście,  latach 2006-2007 rzecznikiem prasowym KGHM Polska Miedź. Był w dalszym ciągu aktywnym działaczem Stowarzyszenia Solidarność Polsko-Czesko-Słowacka, m.in. od 2004 jego rzecznikiem generalnym (prezesem). Angażował się na rzecz współpracy polsko-czeskiej, m.in. przygotował projekt otwarcia przejść granicznych na szlakach turystycznych (zrealizowany w 1996), odpowiadał za starania na rzecz otwarcia Konsulatu Generalnego Republiki Czeskiej we Wrocławiu, do czego doszło w 2001, był członkiem Polsko-Czeskiej Komisji Międzyrządowej do spraw Współpracy Transgranicznej (1998-2002), w latach 1999-2001 współorganizował Festiwal Kultury Czeskiej we Wrocławiu. W 2002 należał do założycieli stowarzyszenia Odra-Niemen. 
Od 1978 był przewodnikiem PTTK po Sudetach i Dolnym Śląsku. 
W marcu 2010 doznał udaru, co wyeliminowało go z dalszej pracy zawodowej i społecznej. 
W 2000 został odznaczony Srebrnym Krzyżem Zasługi, w 2018 Krzyżem Wolności i Solidarności, zaś pośmiertnie w 2023 Krzyżem Komandorskim Orderu Odrodzenia Polski